# Султана Майтек
Султана Майтек (на румънски: Sultana Maitec; на арумънски: Sultana Maitec) е арумънска и румънска художничка.

## Биография
Родена е на 10 ноември 1928 година във влашкото паяшко село Ливада, Гърция. Заминава за Букурещ, където завършва Букурещкия национален университет за изкуство в 1955 година. В 1967 година в Букурещ открива първата си самостоятелна изложба. Втората самостоятелна изложба е открита в същата галерия в 1988 година. Следват множество самостоятелни изложби, сред които в Тимишоарския музей за изкуство в 1989 година, Париж в 1992 и 1993 година и други.
Съпруга е на скулптора Овидиу Майтек, с когото има син.
В 2001 година Румънският национален музей за изкуство организира голяма изложба на Овидиу и Султана Майтек. Тя участва и в множество групови изложби, някои от които в Белгия, Чехословакия, Гърция, Франция, Финландия, Япония, Великобритания и други.
Творбите на Султана Майтек са изучвани и коментирани от водещи художествени критици в Румъния. Тя е носителка и на много награди и отличия, сред които е и Наградата на Румънската академия за 1989 година. Членка е на Съюза на художниците в Румъния.
Творбите ѝ могат да се видят в много изтъкнати румънски музеи, като Румънския национален музей, Румънския национален музей за съвременно изкуство и други.
Умира на 25 февруари 2016 година в Букурещ.